# لیلا ابو لغد
لیلا ابو لغد انسان‌شناس امریکایی- فلسطینی و پژوهشگر مطالعات زنان و جنسیت دانشگاه کلمبیا و نیویورک است.او دختر ابراهیم ابو لغد و جنت ابو لغد است.

## زندگی
او در سال ۱۹۸۴ دکترای انسان شناسی خود را از دانشگاه هاروارد دریافت کرد. کارهای تحقیقاتی او بر روی بدوین از طایفهٔ اولاد علی در مصر معروف است. او با استاد دانشگاه کلمبیا در مطالعات خاورمیانه تیموتی میشل ازدواج کرده‌است.
پدر لیلا، ابراهیم یکی از فلسطینی‌های دانشگاهی در امریکا است که به خاطر کارهای دانشگاهی و حمایت از فلسطین و نیز این که ادوارد سعید کتاب شرق‌شناسی را به وی تقدیم کرده‌است معروف است. 